# Madrider Hutaufstand

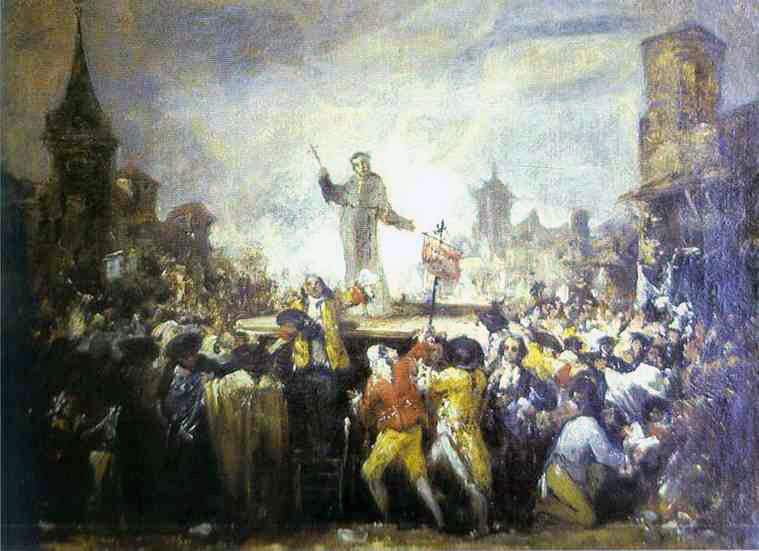
Madrider Hutaufstand von Francisco de Goya.

Der Madrider Hutaufstand (auch Aufstand der Hüte; spanisch Motín de Madrid, Motín de Esquilache, oder Motín contra Esquilache oder Motín de Aranjuez) war ein unblutiger Aufstand im Jahre 1766 in Spanien gegen den Marqués de Esquilache, Minister (rey alcalde) unter König Karl III.

## Ursachen und Anlass
Vordergründiger Anlass war das am 10. März erlassene Verbot der Regierung, in Madrid den runden, breitkrempigen Hut (sombrero redondo) und den traditionellen langen Mantel (capa larga) zu tragen. Stattdessen wurden der Dreispitz und der französische kurze Mantel für Männer vorgeschrieben. Bei Missachtung drohten Geldstrafe und Kerker. Vorgeblich sollte diese Kleidung verhindern, dass Verbrecher unter dem Schutz dieser Kleidung unerkannt ihre Taten begingen. Auch glaubte der „aufgeklärte“ Monarch Karl III. wahrscheinlich, durch Verbot der im übrigen Europa als altmodisch empfundenen Kleidung den Anschein des gesellschaftlichen Fortschritts zu erwecken. Ein weiterer Grund mag die Neigung des bourbonischen Königs italienischer Abstammung zur französischen Kultur gewesen sein.
Die spanischsprachige Bezeichnung des Aufstandes leitet sich von Leopoldo de Gregorio, Marqués de Esquilache, ab, der die Kleidernorm initiierte und deren Durchsetzung organisierte. Er gehörte zu dem zahlreichen italienischen Gefolge, das der König von Sizilien mitbrachte, als er 1759 nach Madrid kam, um sein Amt anzutreten. Der neue König erkannte schnell die Rückständigkeit seines neuen Landes und versuchte, gemeinsam mit seinen Italienern die Verhältnisse zu verbessern. Er förderte Handel und Industrie, schaffte veraltete Gesetze ab und führte Reformen ein, die zwar mitunter durchaus sinnvoll waren, aber mit großer Arroganz und Unkenntnis der Verhältnisse durchgeführt wurden. Als etwa den Madridern verboten wurde, ihren Abfall zum Fenster hinauszuwerfen, jedoch ohne dass eine Alternative angeboten wurde, und die Madrider sich darüber beklagten, verglich der König sie mit „Kindern, die schreien, wenn ihre Gesichter gewaschen werden“.
Das Krisenpotential wurde verstärkt durch die Brotkrise, unter der die einfache Bevölkerung litt. Karl III. sanierte den von seinem Bruder Ferdinand VI. hinterlassenen Haushalt durch Verschlechterung der Münzen. Der Versuch, nach dem Vorbild der Gallikanischen Kirche auch die spanische Kirche aus der Abhängigkeit vom Papst zu lösen, führte zu Konflikten mit der Geistlichkeit, vor allem mit den besonders romtreuen Jesuiten. Viele spanische Adelige passten sich den neuen Verhältnissen an, während andere umso verbissener an den alten Formen festhielten, was sie auch durch ihre Kleidung demonstrierten.

## Der Aufstand
In dieser brisanten Lage kam die neue Kleidervorschrift unter fadenscheinigem Vorwand. Der Aufstand brach 13 Tage nach dem Verbot am Palmsonntag (23. März) aus und breitete sich von Madrid rasch aus. „Muera Esquilache!“ (Stirb Esquilache!) und „Muera el mal gobierno!“ (Tod der schlechten Regierung) hieß es bald im ganzen Land. Es wird geschätzt, dass sich am Ende 50.000 Menschen daran beteiligten. Der König floh nach Aranjuez und überließ die Regierung dem Minister Pedro Pablo Aranda. Die Truppen konnten die Autorität der Staatsmacht nicht wiederherstellen. Nur dem Eingreifen zweier Jesuiten, Padre Osma und Padre Cueva, war es zu verdanken, dass die Aufständischen gegen kleinere Zugeständnisse und die Entlassung von Esquilache nachgaben.

## Folgen
Esquilache verließ über Cartagena das Land und schiffte sich nach Neapel ein. Später wurde er spanischer Botschafter in Venedig. Dieses Amt behielt er bis zu seinem Tod 1785. Obwohl er den Jesuiten seine Rettung verdankte, konnte der König den Verdacht nicht loswerden, dass diese die eigentlichen Urheber des Aufstands gewesen seien. 1767 wurde der Orden in Spanien verboten. Karl III. hat maßgeblichen Anteil an der Auflösung des Jesuitenordens durch Papst Clemens XIV. im Jahre 1773.
Eine Szene, in der die demonstrierende Menge durch einen Jesuiten im Zaum gehalten wurde, hat Goya in seinem Bild El motín de Esquilache (Der Esquilache-Aufruhr, vermutlich 1767) festgehalten.